# お願い!DJ!小林克也青春ベストヒットリクエスト
お願い!DJ!小林克也青春ベストヒットリクエスト（おねがい!ディージェイ!こばやしかつやせいしゅんベストヒットリクエスト）は、ニッポン放送で1999年7月10日から2007年3月24日までに放送されていたリクエスト番組。改題前の『お願い!DJ!克也とミッちゃんはっぴぃウィークエンド』、『お願い!DJ!克也とのりちゃんはっぴぃウィークエンド』、『お願い!DJ!小林克也はっぴぃウィークエンド』についても記述する。

## 番組概要
ニッポン放送は、当該番組放送枠にて落語家の春風亭小朝をパーソナリティとして起用した『土曜だ!いい朝KOASAクン』を開始したが、聴取率が伸び悩んだ事で1999年6月聴取率調査週間時の特別編成にて『KOASAクン』の編成を休止し、実質的パイロット番組の特別番組として1週目に笑福亭鶴光と田中美和子（『鶴光の噂のゴールデンアワー』）、2週目に高嶋ひでたけ（『高嶋ひでたけのお早よう!中年探偵団』）と山田邦子（『邦ちゃんサクちゃんのワンダフルりくえすと ヤマダ・マイ・ハウス』）のコンビでリクエスト番組を編成し、通常より少し早い1999年下半期番組編成として『KOASAクン』を番組終了し、過去同局にて『オールナイトニッポン』やナイターオフ番組であった、『Super Music Stadium』のパーソナリティを担当した小林を起用したリクエスト番組を編成する事となった。番組タイトルの『お願い!DJ!』の語彙の意味は、自身がナレーション語りを録音した「お願いDJ」（サザンオールスターズ）から因んでいる事を番組開始時に明かしている。
番組パートナーとして、お笑いタレントの清水を起用し、『お願い!DJ!克也とミッちゃんはっぴぃウィークエンド』としてスタートしたが、その後、清水の降板により、同局のOGで元アナウンサーある、リポーターの東海林を起用し、番組の冠タイトルを『お願い!DJ!克也とのりちゃんはっぴぃウィークエンド』に改題。その後、東海林も番組降板し、ダブルパーソナリティでは無く小林がメインで番組を担当する事となり番組の冠は小林のみの『お願い!DJ!小林克也はっぴぃウィークエンド』に改題されて、アシスタントに元同局アナウンサーの堂尾が担当する事となった。2005年12月に再び『お願い!DJ!小林克也青春ベストヒットリクエスト』に改題。都合3回の改題を繰り返したがいずれも朝の情報番組よりもリクエスト番組がメインである事を主眼に置いた番組タイトルであり、番組内容は継続された扱いとなった。
その後、改題を続けて7年8ヶ月に渡って放送して来たが、2007年3月にて当該番組を終了し、後継番組として再び朝の情報番組に『栗村智 あなたと朝イチバン』、バラエティ番組に『高橋克実と山瀬まみ おしゃべりキャッチミー』と放送枠を分割して開始する事となった。また、新たに7時台後半にて、小林の音楽番組である『Good Music Saturday!』が編成され、2020年10月時点で番組改題を含めて同放送枠にて番組を継続している。

## 出演者

### 放送終了時点

#### パーソナリティ
- 小林克也（ラジオDJ）

#### アシスタント
- 堂尾弘子（フリーアナウンサー、元ニッポン放送アナウンサー） - 2002年4月6日 - 2007年3月24日

#### ニュースキャスター
- 石渡洋子（ニッポン放送報道部ニュースデスク、元同局アナウンサー）

#### リポーター
- 糸永直美（当時：フリーアナウンサー、現・広島テレビアナウンサー）※『TOYOTA ハッピータウンサーキット』

### 過去

#### パーソナリティ
- 清水ミチコ（お笑いタレント） - 1999年7月10日 - 2001年5月26日
- 東海林のり子（フリーアナウンサー、リポーター、元ニッポン放送アナウンサー） - 2001年6月2日 - 2002年3月30日

#### 中継リポーター
肩書きなしはニッポン放送アナウンサー
- 増山さやか - 1999年7月10日 - 2001年3月
- 増田みのり（当時：ニッポン放送アナウンサー） -  2000年10月 - 2002年3月30日
- 青木さやか（お笑いタレント） - 2001年6月2日 - 2002年3月30日
- 山口良子（日本気象協会）※『TOYOTA 飛び出せ街かど天気予報』

#### その他出演者

##### 代理パーソナリティ
2006年4月、小林の癌摘出手術の緊急入院に伴う代理
- 榊原郁恵（タレント） - 2006年4月15日
- 垣花正（当時：ニッポン放送アナウンサー） - 2006年4月15日
- 高嶋ひでたけ - 2006年4月22日
- 新保友映（当時：ニッポン放送アナウンサー） - 2006年4月22日

## 放送時間
- 土曜 7:00 - 11:00 - 1999年7月10日 - 2001年5月26日

## タイムテーブル

### 放送終了時点
- 7:00　オープニング
- 7:12　交通情報（警視庁）
- 7:18　かけまくリクエスト　※「お早うネットワーク」であるが、前番組までと違いニッポン放送は土曜日のみ企画ネット扱いとした。そのためスポンサーのみを引き継いでいる。ネット局には常倉十紀二が出演の『トキちゃんのアミューズメントワールド』または比嘉憲雄が出演の『情報宝島』が裏送りで放送された一方、それ以外の局では自主制作の地域もあった。
- 7:30　交通情報（警視庁・首都高）
- 7:33　NEXCO東日本モーニングリクエスト
- 7:40　エルヴィス・プレスリー物語
- 7:54　TOYOTA ハッピータウンサーキット
- 7:57　交通情報（警視庁）
- 8:02　カルピスベストリクエスト
- 8:15　リクエストトップ3
- 8:30　交通情報（警視庁・首都高）
- 8:33　森精機リクエストワールド
- 8:39　ビートルズ伝説
- 8:50　ニッポン放送ニュース
- 8:54　TOYOTA 飛び出せ街かど天気予報
- 8:57　交通情報（警視庁）
- 9:03  smile＆heart東京トヨタメドレーリクエスト
- 9:10　昭和歌謡伝説～Legend Of Showa・・・毎週一人のアーティストのヒット曲誕生秘話を曲とともに紹介していた
- 9:30　交通情報（警視庁・首都高）
- 9:33　NECトレンドナビゲーター
- 9:54　TOYOTA ハッピータウンサーキット
- 9:57　交通情報（警視庁）
- 10:00　東芝お宝リクエスト
- 10:18　トヨタ プレシャス・ボックス!
- 10:33　交通情報（警視庁・首都高）
- 10:36　日本通運タイム・リクエストファイナル
- 10:50　交通情報（警視庁）

### 過去
- TOYOTA 飛び出せ街かど天気予報